# Vårdslös skatteredovisning
Vårdslös skatteredovisning, brott enligt svensk rätt (8 § skattebrottslagen (1971:69)). För vårslös skatteredovisning döms den, som av grov oaktsamhet begår en sådan gärning som annars utgör skatteredovisningsbrott, förutom att lämna oriktig uppgift till myndighet, om uppgiften rör förhållande som har betydelse för skyldigheten för honom eller annan att betala skatt. För brottet döms till böter eller fängelse i högst sex månader. I ringa fall skall den skyldige inte dömas för brottet.
Den som frivilligt vidtar åtgärd som leder till att skatten kan påföras, tillgodoräknas eller återbetalas med rätt belopp, skall enligt 12 § skattebrottslagen inte dömas för vårdslös skatteredovisning.
Den senaste lydelsen av 8 § skattebrottslagen fastställdes 1996.